# All Hour Cymbals
All Hour Cymbals è il primo album discografico del gruppo musicale statunitense Yeasayer, pubblicato nell'ottobre 2007.

## Tracce
1. Sunrise – 4:07
2. Wait for the Summer – 4:53
3. 2080 – 5:24
4. Germs – 3:13
5. Ah, Weir – 1:21
6. No Need to Worry – 5:26
7. Forgiveness – 3:40
8. Wait for the Wintertime – 4:52
9. Worms – 4:07
10. Waves – 4:57
11. Red Cave (traccia nascosta) – 4:59